# Grotta Taddeo
La Grotta Taddeo è un sito archeologico che si affaccia sulla spiaggia La Calanca di Marina di Camerota in provincia di Salerno.

## Descizione
Nella grotta nel 1967 sono stati ritrovati quattro denti fossili; indagini del 2011 hanno stabilito che mentre i primi tre denti (un canino, un premolare e un molare) sono sicuramente appartenuti a dei neandertaliani, per il quarto reperto (un molare) l'attribuzione non è così certa.
Il sito ha dato alla luce resti fossili faunistici paleolitici (rinoceronti, elefanti, cavalli, orso, iena) e litici, anche se in modeste quantità, tanto da far pensare che la sua frequenzazione fosse occasionale. Il materiale è attribuito alla cultura musteriana del paleolitico medio, coerente con la tesi della frequentazione neanderthaliana. 